# Mosinet Geremew
Mosinet Geremew (12 februari 1992) is een Ethiopische atleet, die is gespecialiseerd in de lange afstand. Met een persoonlijk record van 59.11 op de halve marathon behoort hij tot de snelste atleten ter wereld op deze afstand. Dat behoort hij inmiddels ook op de marathon sinds zijn overwinning op de marathon van Dubai in januari 2018. Met een persoonlijk record van 2:02.55 is hij een van de beste marathonlopers ooit. Slechts zes atleten wisten ooit een marathon onder de 2 uur en 3 minuten te voltooien.

## Biografie
In 2010 nam Geremew deel aan de  wereldkampioenschappen veldlopen in Bydgoszcz. Hij eindigde hierbij op een zestiende plaats. In 2011 won hij de Great Ethiopian Run in 28.37. In 2013 werd hij derde bij de halve marathon van New Delhi in 59.11. Twee jaar later verbeterde hij zich met 59.21 en werd tweede in deze wedstrijd. In datzelfde jaar won hij de halve marathon van Ras al-Khaimah in 1:00.05. In zowel 2015 als 2016 won hij de halve marathon van Yangzhou-Jianzhen. Hij was de eerste persoon die deze wedstrijd tweemaal op rij won. 
In 2015 nam Geremew deel aan de 10.000 m tijdens de wereldkampioenschappen in Peking. Zijn finishtijd van 28.07,50 was goed voor een elfde plaats.
In 2017 maakt hij zijn debuut op de marathon tijdens de marathon van Xiamen, waar hij tweede werd achter landgenoot Lemi Berhanu. Een jaar later won hij de marathon van Dubai en in 2019 werd hij tweede bij de marathon van Londen.

## Persoonlijke records
Baan
| Onderdeel | Prestatie | Datum          | Plaats   |
| --------- | --------- | -------------- | -------- |
| 1500 m    | 3.47,5    | 2 januari 2013 | Luanda   |
| 5000 m    | 13.17,41  | 19 mei 2012    | Shanghai |
| 10.000 m  | 27.18,86  | 17 juni 2015   | Hengelo  |

Weg
| Onderdeel      | Prestatie | Datum            | Plaats     |
| -------------- | --------- | ---------------- | ---------- |
| 10 km          | 27.36     | 25 november 2012 | Haiderabad |
| 15 km          | 42.16     | 5 april 2014     | Praag      |
| 10 Eng. mijl   | 49.31     | 2 september 2012 | Tilburg    |
| 20 km          | 56.52     | 19 april 2015    | Yangzhou   |
| halve marathon | 59.11     | 23 november 2014 | New Delhi  |
| marathon       | 2:02.55   | 28 april 2019    | Londen     |

## Palmares

### 5000 m
- 2013:  Meeting National de Carquefou - 13.31,45

### 10.000 m
- 2015:  Ethiopian Trials in Hengelo - 27.18,86
- 2015: 11e WK - 28.07,50

### 10 km
- 2011:  Great Ethiopian Run - 28.37
- 2012:  Jamba Cloud Hyderabad - 27.36
- 2012: 4e Corrida de São Silvestre in Luanda - 28.42
- 2013:  AJC Peachtree Road Race in Atlanta - 28.07
- 2015:  TCS World in Bangalore - 28.16
- 2024: 11e Great Manchester Run - 28.43

### halve marathon
- 2013:  halve marathon van Zhuhai - 1:02.47
- 2014:  halve marathon van Praag - 59.54
- 2014:  halve marathon van Des Moines - 1:03.34
- 2014:  halve marathon van Lissabon - 1:02.25
- 2014:  halve marathon van New Delhi - 59.11
- 2015:  halve marathon van Ras al-Khaimah - 1:00.05
- 2015:  halve marathon van Yangzhou - 59.52
- 2015:  halve marathon van New Delhi - 59.21
- 2016:  halve marathon van Houston - 1:00.45
- 2016:  halve marathon van Yangzhou - 1:00.43
- 2018:  halve marathon van Buenos Aires - 59.48
- 2018:  halve marathon van Yangzhou - 1:01.31
- 2019:  halve marathon van Lissabon - 59.37

### marathon
- 2017:  marathon van Berlijn - 2:06.09
- 2017:  marathon van Xiamen - 2:10.20
- 2018:  marathon van Dubai - 2:04.00
- 2019:  marathon van Londen - 2:02.55
- 2019:  WK in Doha - 2:10.44
- 2021:  marathon van Londen - 2:04.41
- 2022:  Marathon van Seoel - 2:04.43

### veldlopen
- 2010: 16e WK junioren in Bydgoszcz  - 23.00
- 2013:  Jan Meda International in Addis Ababa - 34.51
- 2013: 24e WK in Bydgoszcz - 34.09